# Wierzbica (Dąbrówno)
Pour les articles homonymes, voir Wierzbica.
Wierzbica est un village polonais de la voïvodie de Varmie-Mazurie, dans le powiat d'Ostróda.